# Cryptopleurum impressum
Cryptopleurum impressum är en skalbaggsart som beskrevs av Sharp 1882. Cryptopleurum impressum ingår i släktet Cryptopleurum och familjen palpbaggar. Inga underarter finns listade i Catalogue of Life.